# Pietra-di-Verde
Pour les articles homonymes, voir Pietra.
Pietra-di-Verde est une commune française située dans la circonscription départementale de la Haute-Corse et le territoire de la collectivité de Corse. Elle appartient à l'ancienne piève de Verde dont elle était le chef-lieu. 

## Géographie

### Situation
Pietra-di-Verde est située au sud-est de la Castagniccia, dans l'ancienne pieve de Verde qui tire son nom des schistes aux couleurs vertes qui affleurent dans les environs ; Pietra est lui-même construit sur un promontoire rocheux, certaines maisons étant installées de manière spectaculaire sur des rochers escarpés.
La commune est limitrophe du « territoire de vie » nommé Castagniccia du parc naturel régional de Corse auquel elle n'a pas adhéré. Elle fait partie de la microrégion appelée Costa Serena.

### Géologie et relief
Pietra-di-Verde se situe dans le « deçà des monts » (Cismonte en langue corse) ou Corse schisteuse au nord-est de l'île, dans le prolongement de la dorsale schisteuse du Cap Corse orientée dans un axe nord-sud, qui se poursuit avec le massif du San Petrone et se termine au sud de la Castagniccia. Ce massif est un bloc de schistes lustrés édifié au Tertiaire lors de la surrection des Alpes sur un socle hercynien, de la fin de l'ère primaire.
C'est une commune de moyenne montagne, sans façade maritime (la mer Tyrrhénienne est distante, « à vol d'oiseau », de 7,100 m).
Son territoire est représenté par le bassin versant du ruisseau de Spiscia, un affluent de l'Alesani, alimenté par trois principaux ruisseaux qui s'écoulent dans autant de vallons encaissés depuis les flancs des crêtes ceinturant la commune. Cette cuvette ouverte au nord-est où s'écoule l'Alesani, est ceinturée par des lignes de crêtes atteignant le culmen avec la pointe de Campana 1 093 m située à l'extrême sud communal.

### Hydrographie

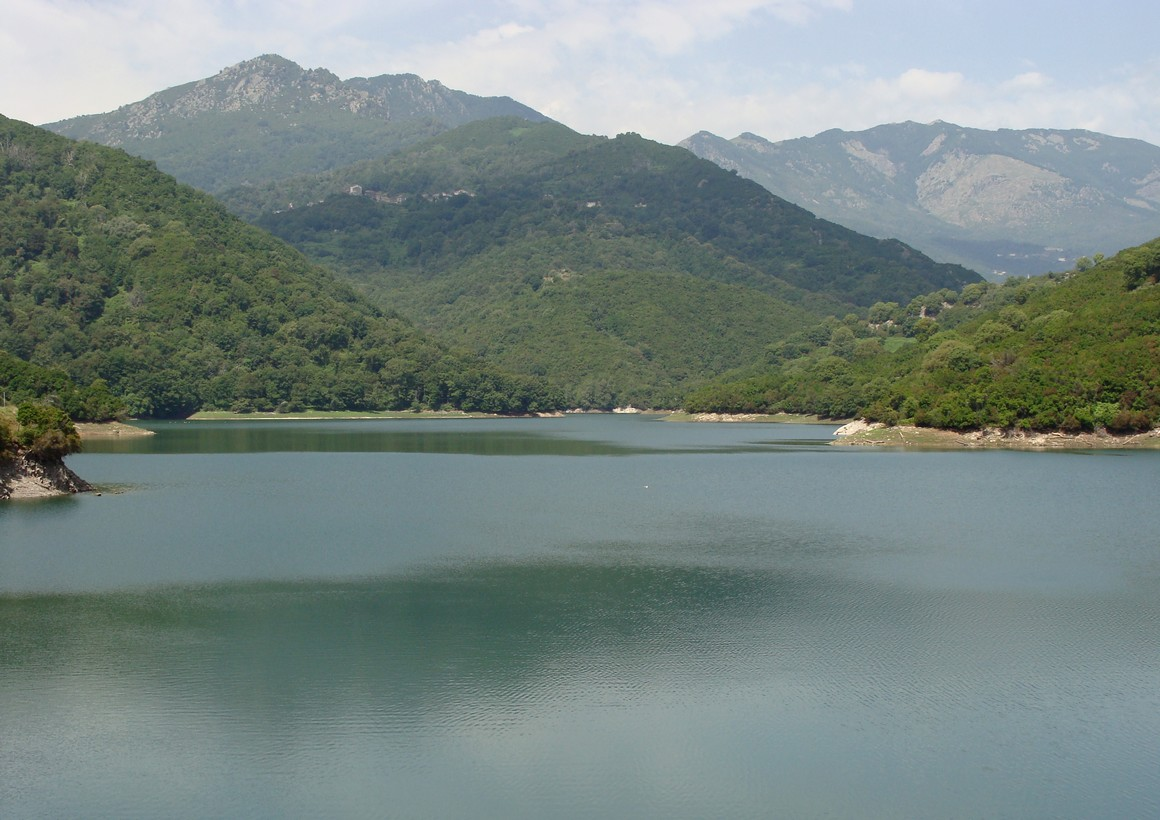
Pietra-di-Verde vu du barrage de l'Alesani

Le ruisseau de Spiscia, affluent rive droite de l'Alesani, dont une partie du cours sépare Pietra-di-Verde des communes de Ortale et de Sant'Andréa-di-Cotone, est le principal cours d'eau communal, long de 4,95 km. Il est alimenté par les ruisseaux de Tighiccio, de Filetta et de Mighiarette.
Un barrage dressé sur l'Alesani, à cheval sur Chiatra et Sant'Andrea-di-Cotone, a formé un lac de retenue dont le secteur nord-ouest appartient à Pietra-di-Verde.

### Voies de communication et transports

#### Accès routiers
Les seules routes desservant la commune sont la départementale 17, qui monte depuis la RT 10 (ex-RN 198) au phare d'Alistro, et pénètre dans le massif en direction du nord-ouest, et son embranchement la D 117, qui monte au col de San Gavino (a bocca di San Gavinu) et se dirige vers Moïta.

#### Transports
Le village est distant, par route, de :
- 49 km de l'aéroport de Bastia Poretta,
- 63 km du port de commerce de Bastia,
- 43 km de la Gare de Casamozza et de 48 km de la Gare de Corte.

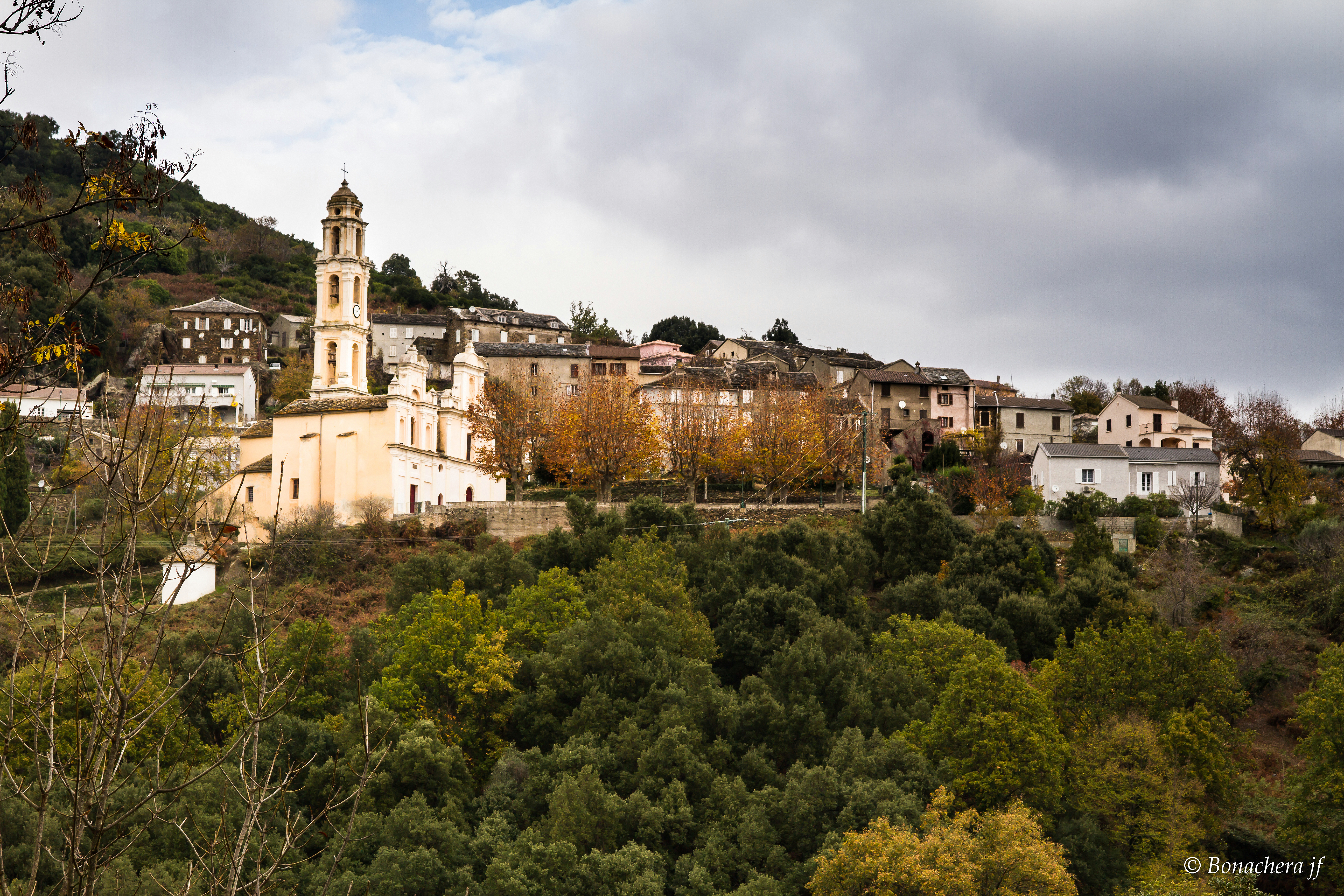
Le hameau du Mucchju.

## Urbanisme

### Typologie
Au 1er janvier 2024, Pietra-di-Verde est catégorisée commune rurale à habitat dispersé, selon la nouvelle grille communale de densité à sept niveaux définie par l'Insee en 2022.
Elle est située hors unité urbaine et hors attraction des villes,.

#### Mucchio (Muchju)
Ce hameau occupe le centre et l'ouest du village où s'y trouvent l'église paroissiale et la mairie.

#### Monticchi (Muntichju)
Ce hameau se situe dans les hauteurs vers l'est. Le cimetière communal se trouve à l'est du village.

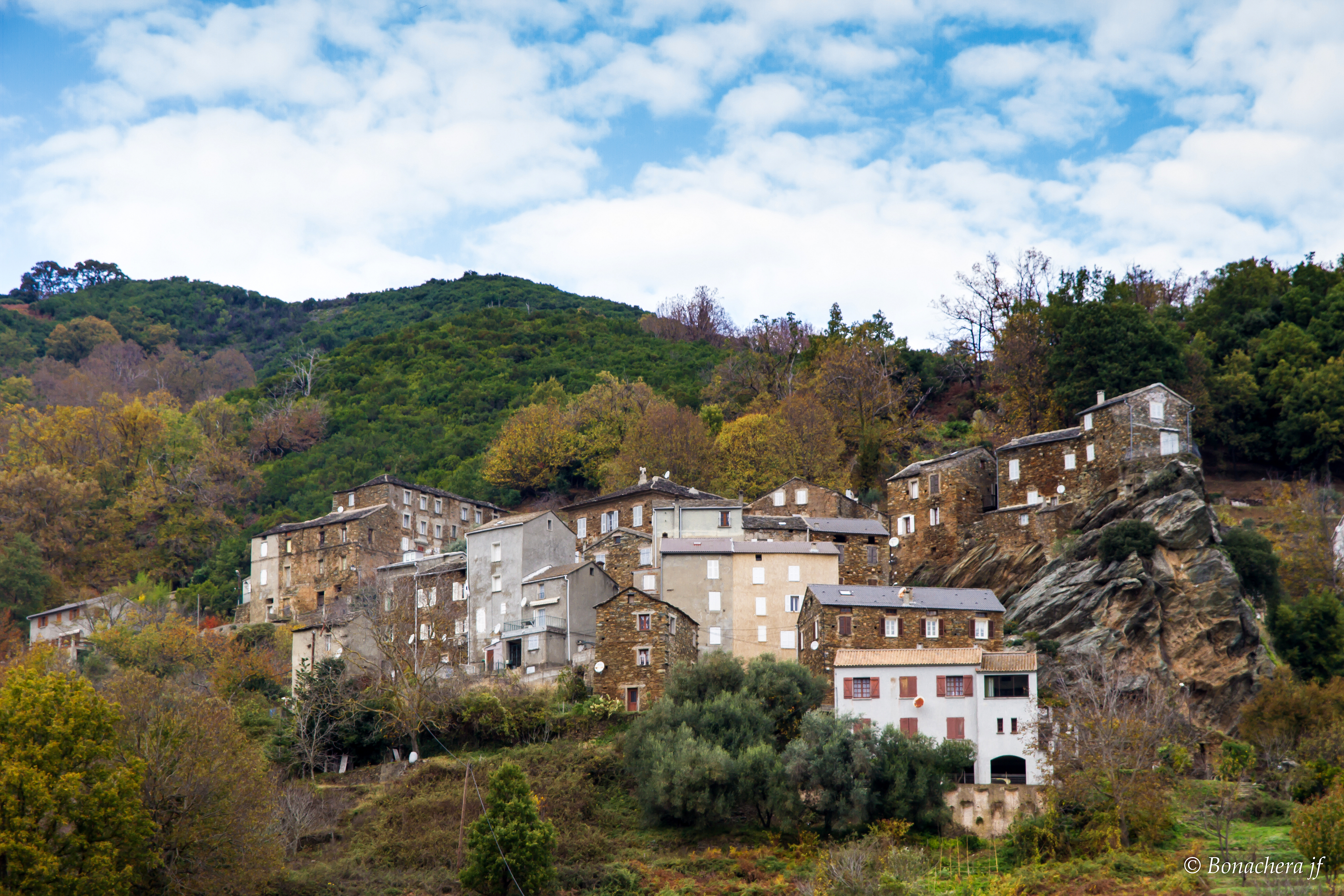
Hameau du Paisolo.

#### Paisolo (Paisolu)
Ce hameau surplombe la vallée vers l'est.

### Occupation des sols
L'occupation des sols de la commune, telle qu'elle ressort de la base de données européenne d’occupation biophysique des sols Corine Land Cover (CLC), est marquée par l'importance des forêts et milieux semi-naturels (96,6 % en 2018), une proportion identique à celle de 1990 (96,6 %). La répartition détaillée en 2018 est la suivante : milieu à végétation arbustive et/ou herbacée (64,9 %) ; forêts (31,7 %) ; zones urbanisées (2,9 %) ; eaux continentales (0,5 %). L'évolution de l’occupation des sols de la commune et de ses infrastructures peut être observée sur les différentes représentations cartographiques du territoire : la carte de Cassini (XVIIIe siècle), la carte d'état-major (1820-1866) et les cartes ou photos aériennes de l'IGN pour la période actuelle (1950 à aujourd'hui).

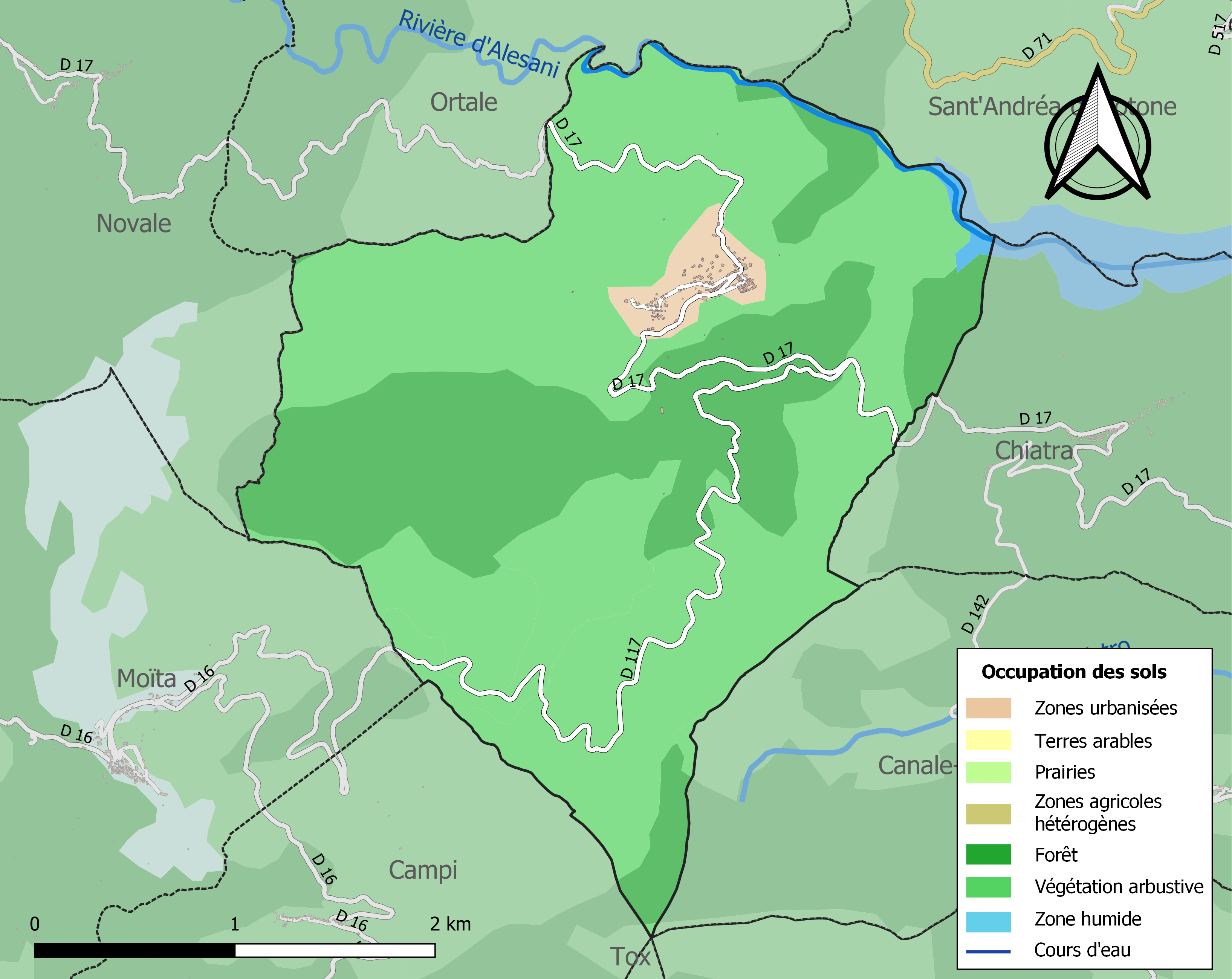
Carte des infrastructures et de l'occupation des sols de la commune en 2018 (CLC).

## Toponymie
- La Verde tire vraisemblablement son nom des schistes aux couleurs vertes qui affleurent dans les environs ;
- Muchju est le nom corse du ciste ;
- Muntichju est un nom corse signifiant monticule ;
- Paisolu est un nom commun signifiant hameau, ici utilisé comme nom d'un hameau particulier.

## Histoire
De tous temps, Pietra a constitué l'agglomération la plus importante du Verde. Elle fut chef-lieu de canton jusqu'en 1973 et la fusion des cantons de Pietra-di-Verde et de Moïta.

### Moyen Âge
Pietra faisait partie de la pieve de Verde dont elle était la piévanie, dans l'ancien diocèse d'Aléria.

### Temps modernes
Au début du XVIe siècle, la pieve de Verde avait pour lieux habités : Iatra, la Petra, Canale, lo Monte, Linguizeta, Pasticialle, Viti, Toxi, Campi. Elle comptait 1 500 habitants vers 1520.
- 1789, la Corse appartient au royaume de France. La pieve de Verde devient le canton de Pietra di Verde[10].
- 1790, l'île ne forme qu'un seul département, celui de Corse.
- 1793, la commune s'appelait Pietra. Elle faisait partie du canton de Verde, dans le district de Corte, dans le département d'El Golo (l'actuelle Haute-Corse).
- 1801, Pietra devient Pietra-di-Verde, dans le canton de Verde, dans l'arrondissement de Corte, dans le département d'El Golo (l'actuelle Haute-Corse).
- 1811, les deux départements de l'île sont réunifiés pour devenir le département de Corse.
- 1828, Pietra-di-Verde devient le chef-lieu du canton de Pietra-di-Verde[11].

### Époque contemporaine
- 1954, le canton de Pietra-di-Verde était formé des communes de Campi, Canale-di-Verde, Chiatra, Linguizzetta, Pietra-di-Verde et Tox.
- 1973, avec la fusion imposée des anciens cantons de Pietra-di-Verde et de Moïta, est créé le Canton de Moïta-Verde - chef-lieu Pietra-di-Verde, dans l'arrondissement de Bastia.
- 1975, Pietra-di-Verde se retrouve dans le nouveau département de la Haute-Corse, après la scission du département de Corse en deux.

## Politique et administration

### Liste des maires
| Période                                  | Période       | Identité                 | Étiquette | Qualité |
| ---------------------------------------- | ------------- | ------------------------ | --------- | ------- |
| janvier 1878                             | avril 1878    | Leonetti Jean Baptiste   |           |         |
| avril 1878                               | avril 1881    | Massoni Dominique        |           |         |
| avril 1881                               | avril 1882    | Valery Joseph            |           |         |
| avril 1882                               | décembre 1887 | Gianviti Philippe        |           |         |
| janvier 1888                             | 1894          | Suzzoni Antoine François |           |         |
| 1894                                     | 1912          | Gianviti Philippe        |           |         |
| 1912                                     | 1935          | Nicolai Jean François    | DVD       |         |
| 1935                                     | 1943          | Calendini Philippe       | DVD       |         |
| nommé à la libération de la Corse 1943   | 1945          | Innocenzi Charles        | DVD       |         |
| 1945                                     | 1974          | Santelli Charles         | DVD       |         |
| 1974                                     | mars 2007     | Campana Don Xavier       | DVD       |         |
| mars 2007                                | mars 2014     | Martinetti Jûles         | DVD       |         |
| mars 2014                                | 2020          | Nicoli Simone            | DVD       |         |
| 2020                                     | en cours      | Jean-Baptiste Santelli   |           |         |
| Les données manquantes sont à compléter. |               |                          |           |         |

## Population et société

### Démographie
L'évolution du nombre d'habitants est connue à travers les recensements de la population effectués dans la commune depuis 1800. Pour les communes de moins de 10 000 habitants, une enquête de recensement portant sur toute la population est réalisée tous les cinq ans, les populations de référence des années intermédiaires étant quant à elles estimées par interpolation ou extrapolation. Pour la commune, le premier recensement exhaustif entrant dans le cadre du nouveau dispositif a été réalisé en 2005.

En 2022, la commune comptait 101 habitants, en évolution de −2,88 % par rapport à 2016 (Haute-Corse : +5,15 %, France hors Mayotte : +2,11 %).
| 1800 | 1806 | 1821 | 1831 | 1836 | 1841 | 1846 | 1851 | 1856 |
| ---- | ---- | ---- | ---- | ---- | ---- | ---- | ---- | ---- |
| 678  | 759  | 757  | 827  | 806  | 843  | 807  | 831  | 925  |

| 1861 | 1866 | 1872 | 1876 | 1881 | 1886 | 1891 | 1896 | 1901 |
| ---- | ---- | ---- | ---- | ---- | ---- | ---- | ---- | ---- |
| 946  | 898  | 844  | 881  | 821  | 896  | 873  | 792  | 680  |

| 1906  | 1911  | 1921 | 1926 | 1931 | 1936 | 1946 | 1954 | 1962 |
| ----- | ----- | ---- | ---- | ---- | ---- | ---- | ---- | ---- |
| 1 004 | 1 012 | 600  | 640  | 604  | 625  | 634  | 510  | 213  |

| 1968 | 1975 | 1982 | 1990 | 1999 | 2005 | 2006 | 2007 | 2008 |
| ---- | ---- | ---- | ---- | ---- | ---- | ---- | ---- | ---- |
| 196  | 129  | 79   | 95   | 115  | 126  | 129  | 129  | 125  |

| 2009 | 2010 | 2011 | 2012 | 2013 | 2014 | 2015 | 2016 | 2018 |
| ---- | ---- | ---- | ---- | ---- | ---- | ---- | ---- | ---- |
| 120  | 116  | 116  | 111  | 110  | 108  | 107  | 104  | 101  |

| 2019 | 2020 | 2021 | 2022 | - | - | - | - | - |
| ---- | ---- | ---- | ---- | - | - | - | - | - |
| 100  | 99   | 100  | 101  | - | - | - | - | - |

## Culture locale et patrimoine
Aucun édifice ou monument communal n'est à l'inventaire du patrimoine national (bases Mérimée et Palissy).

### Lieux et monuments

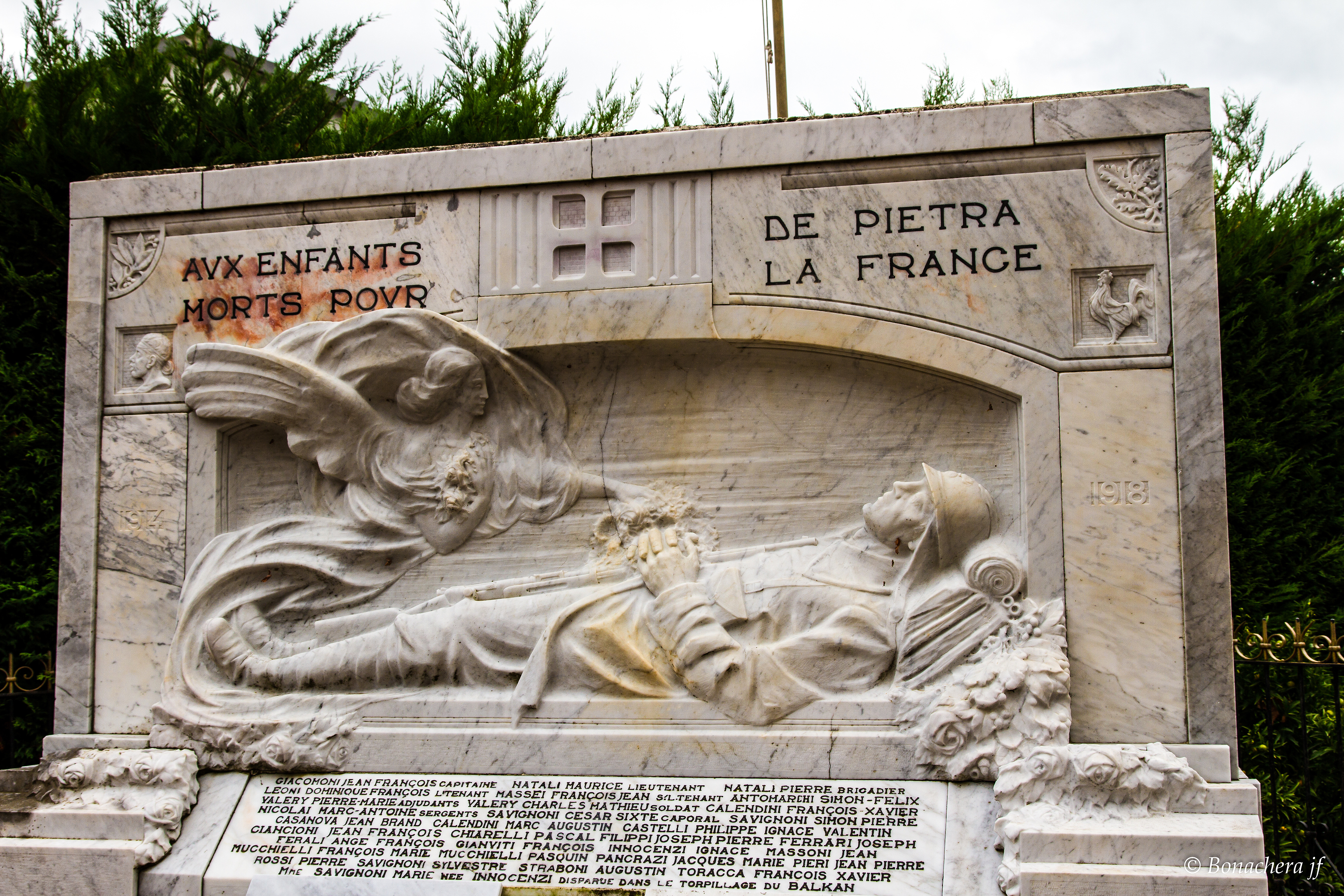
Monument aux morts fr Pietra-di-Verde

- Le monument aux morts en marbre blanc de carrare représente un soldat dormant bordé par la France. Il est le premier monument aux morts de Corse à avoir été orné d'une tête de maure[réf. nécessaire], il a été inauguré le 29 août 1925.
- Les vestiges d'un château médiéval où vivaient les gens avant de fonder la commune, se situent au sommet du lieu-dit Castellare, site à 283 m d'altitude dominant le barrage de l'Alesani.
- L'ancienne maison des Di Giovanni, au Mucchio.

#### Église paroissiale Saint-Elie

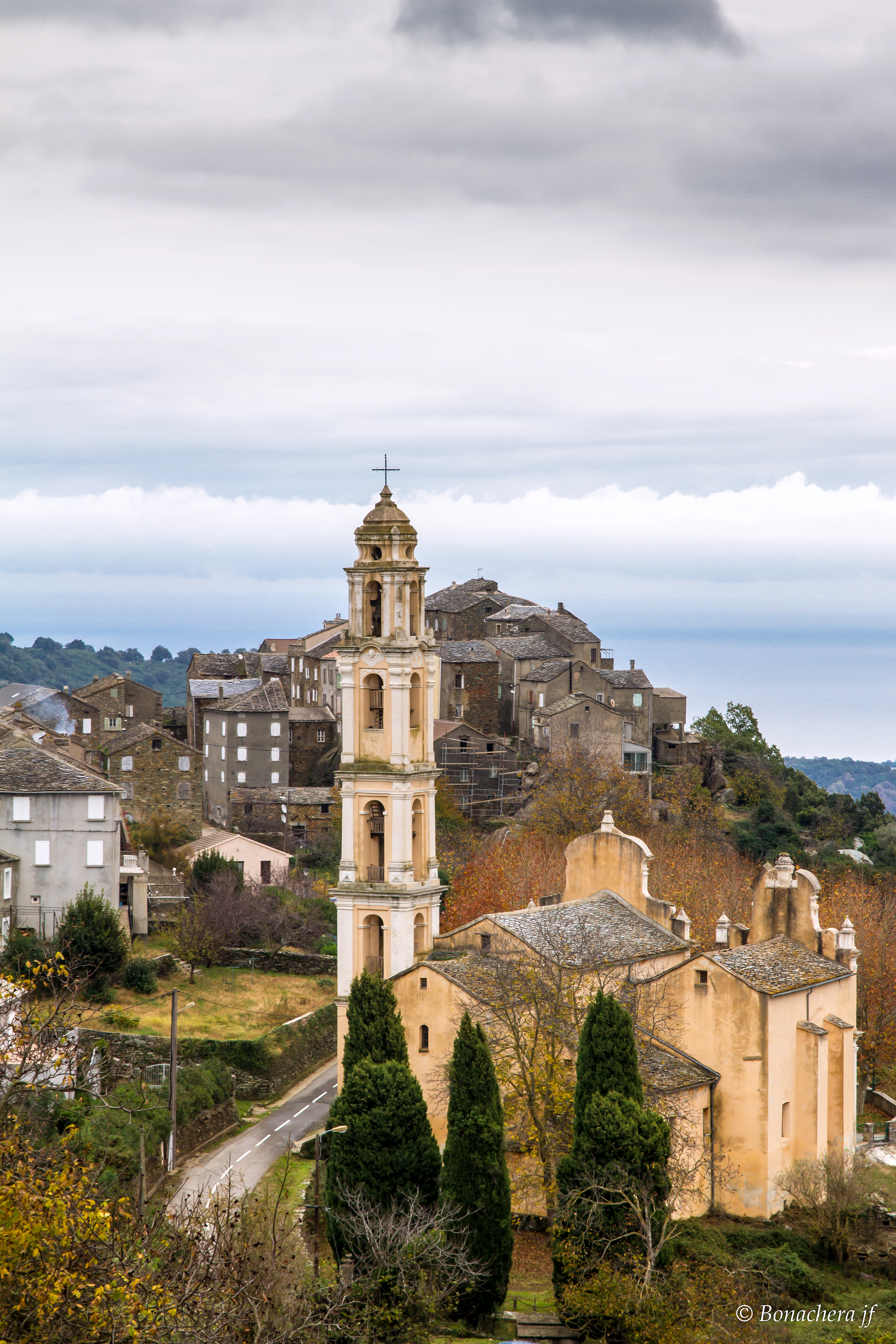
L'église Saint-Élie et le fond village (hameau du Casone).

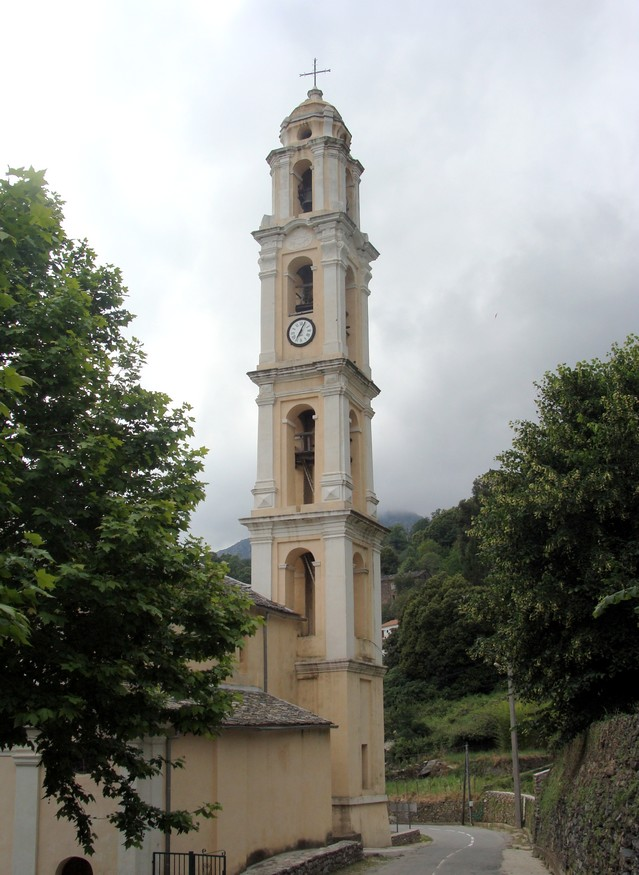
Le campanile.

L'église Saint-Elie, du XVIIIe siècle, de style baroque, est l'église paroissiale. Elle se situe isolée au sud du village, en bordure de la route D 17.
À l'église principale est accolée une chapelle de confrérie (Santa Croce), et les deux façades contiguës forment un ensemble original. L'ensemble est flanqué sur sa façade latérale septentrionale, d'un campanile ajouré de cinq étages, qui mesure 38 mètres de haut ; c'est l'un des plus hauts de Corse.

#### Chapelle San Pancrazio
La chapelle San Pancrazio (Saint-Pancrace), du Xe siècle, se trouve isolée à l'ouest du village, au lieu-dit Sant Agostino, à près de 570 mètres d'altitude. C'est un ancien édifice roman. Il est accessible par le chemin de Sant Agostino à Novale.

#### Autres patrimoines religieux
- Les vestiges d'antiques chapelles.
- Les vestiges de la première abbaye de Corse.

### Patrimoine naturel

#### ZNIEFF
La commune est concernée par deux zones naturelles d'intérêt écologique, faunistique et floristique de 2e génération :

##### Hauts maquis préforestiers des collines orientales de la Castagniccia
La zone d'une superficie de 5 246 ha, s'étend sur le haut bassin versant du ruisseau de Buccatoju et se présente sous l'aspect d'une combe encaissée exposée au nord-est. Elle concerne vingt-trois communes de Casinca, Moriani, Campoloro, Alesani et Verde, en bordure orientale de la Castagniccia.
Avec des sommets atteignant ou dépassant 1 000 mètres (Monte Negrine 1 133 mètres), le relief élevé, très proche de la mer, provoque des précipitations importantes sur ce secteur qui est un des plus arrosés du littoral corse. Cette humidité a favorisé le développement de la châtaigneraie, autrefois exploitée et qui représentait une des principales ressources agricoles de cette micro région.

#### L'éperon rocheuxA Tozza

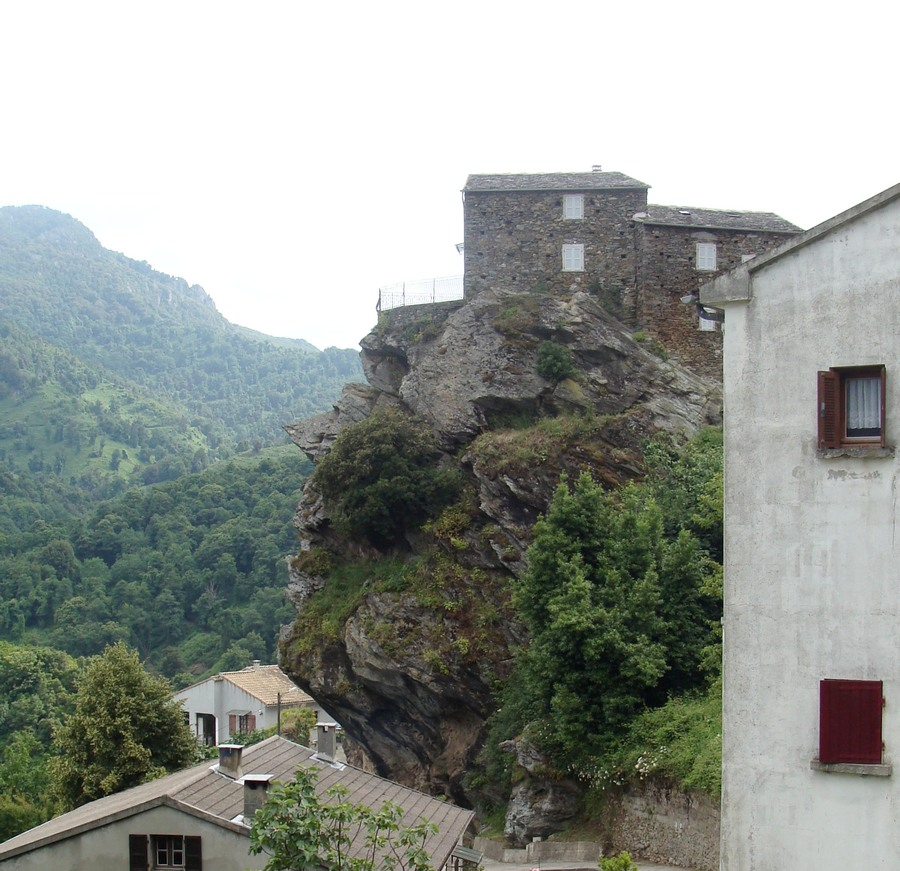
Tozza.

C'est un ensemble d'élément naturel remarquable de 22m de haut visible depuis le centre du village où se trouve posé une maison fortifiée chargée d'histoire.

#### Chemins de randonnée
La visite du patrimoine culturel et historique associé aux payasages naturels de la commune s'effectue par le biais de deux boucles balisées partant du centre du village.
La boucle la plus courte de 3,6 km s'effectue dans le secteur à l'Est du village. L'autre boucle, plus exigente de 10,3 km, s'oriente vers l'Ouest et permet de découvrir le patrimoine religieux et pastoral avec une vue sur les sommets de la Castaniccia. Cette grande boucle de moyenne montagne passe par I Temponi, San Pancraziu, Abbadia, Bocca a Fragasso, Punta a i Termini, la crête de Valle Ombrosa, la traversée du ruisseau U Cavu, U Sualellu et le lavoir de Fontanone.

### Personnalités liées à la commune
- François Pitti-Ferrandi (1876-1955), docteur en médecine, sénateur de la Corse de 1939 à 1945.
- Charles Ceccaldi-Raynaud, Sénateur-maire de Puteaux, fils de Marie-Olive Pieri et petit-fils de Jean-Baptiste Pieri de Pietra-di-Verde